# Słubice (przystanek kolejowy)
Słubice – przystanek osobowy w Słubicach, w województwie lubuskim, w Polsce.

## Ruch pasażerski[1]
| Rok  | Wymiana pasażerska na dobę |
| ---- | -------------------------- |
| 2017 | 100-149                    |
| 2018 | 100-149                    |
| 2019 | 100-149                    |
| 2020 | 50-99                      |
| 2021 | 100-149                    |
| 2022 | 150-199                    |
| 2023 | 100-149                    |